# De Gorzen
De Gorzen is een park gelegen aan de oostzijde van de Nederlandse plaats Ridderkerk, tussen het Nieuwe Veer en de nieuwe haven. Het natuur- en recreatiepark De Gorzen is een voormalige vuilstort met een oppervlakte van 40 hectare. Het is ten gevolge van allerlei activiteiten en omstandigheden in een periode van een halve eeuw omgevormd tot een heuvelachtig natuurgebied met veel waterpartijen. Dit gebied is naast de Ridderkerkse griend gelegen.

## Foto's

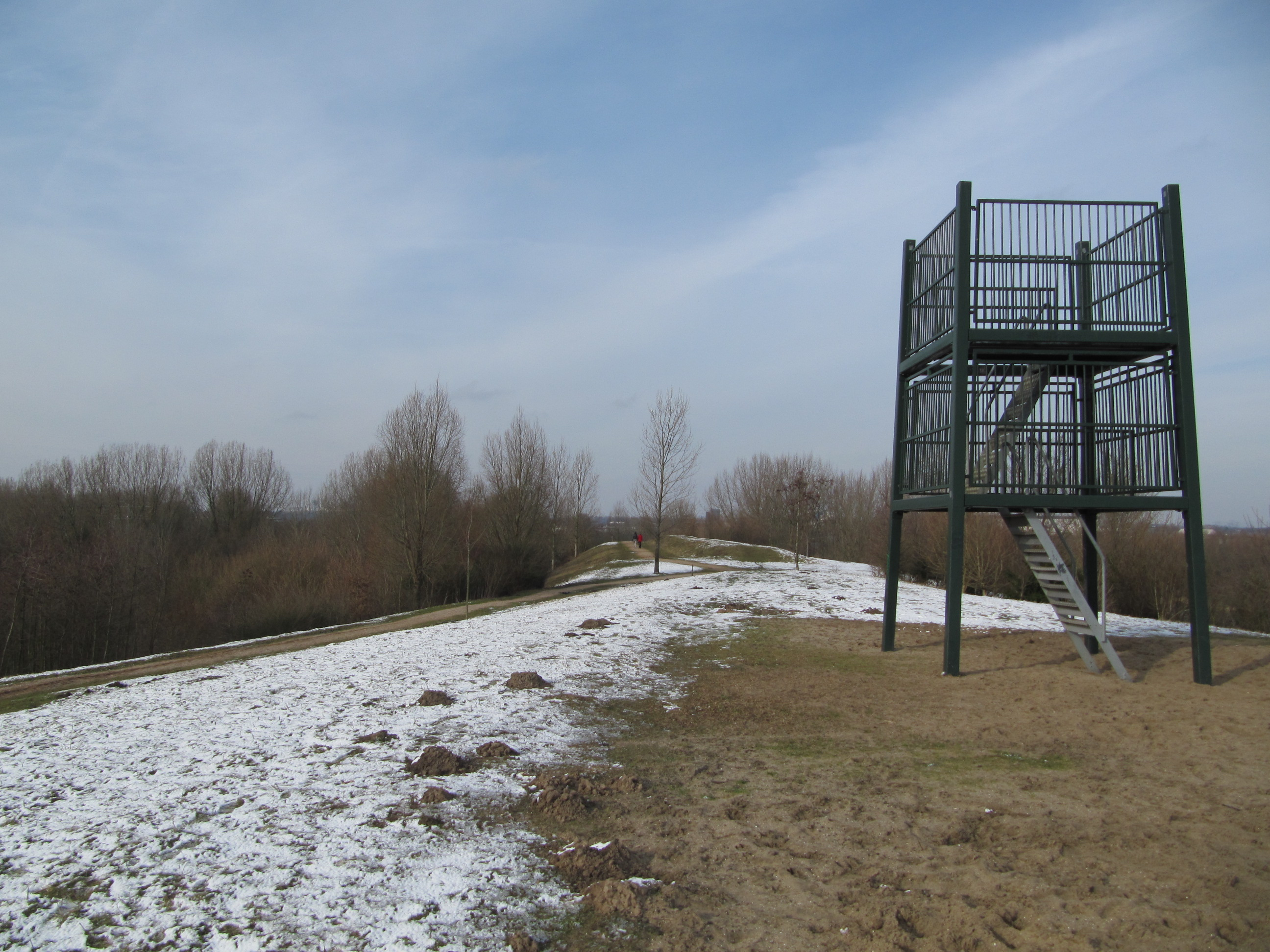
Uitkijktoren
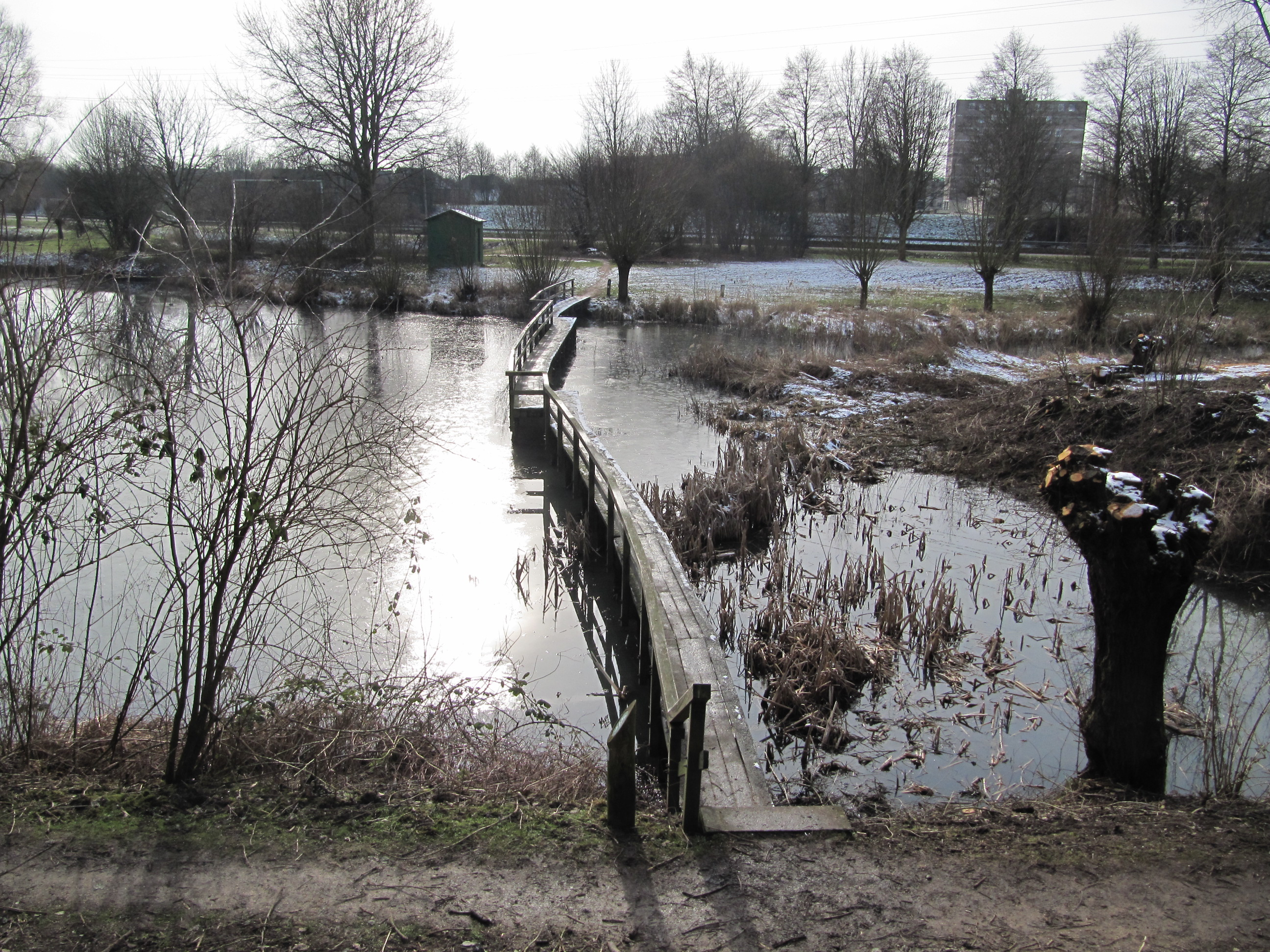
Bruggetje